# Swiss-Leaks
Als Swiss-Leaks (auch Swiss Leaks, Swissleaks, SwissLeaks; englisch leaks ‚Lecks, Löcher, undichte Stellen‘, eine Wortschöpfung in Analogie zu WikiLeaks) wird die im Februar 2015 erfolgte Veröffentlichung einer Steuerermittlung zu Kunden der HSBC-Niederlassung in Genf bezeichnet. Tausende als vertraulich gekennzeichnete Dokumente der HSBC wurden von Steuerbehörden verschiedener Länder ausgewertet. Unter diesem Stichwort berichteten hierüber im Februar zeitgleich verschiedene Medien in Kooperation mit dem Internationalen Konsortium für investigative Journalisten (ICIJ), unter anderem Süddeutsche Zeitung, Tages-Anzeiger und SonntagsZeitung.
Es handelt sich um das bisher größte Datenleck in der Bankenbranche, das durch Journalisten und Ermittler ausgewertet wurde.

## Herkunft der Daten
Die Dokumente sollen bei einem ehemaligen Mitarbeiter der HSBC, Hervé Falciani, beschlagnahmt worden sein, der sie von Oktober 2006 bis Dezember 2008 entwendet haben soll. Gegen ihn wurde wenig später Anklage in der Schweiz erhoben. Es wurde ihm vorgeworfen, die Daten mit dem Ziel gestohlen zu haben, sie weiterzuverkaufen.
Die Dokumente gelangten in Kopie auch an die französische Zeitung Le Monde, welche diese an das Internationale Konsortium für investigative Journalisten in Washington übergab. Das ICIJ stellte sie weiteren 45 Medien weltweit zur Verfügung, darunter The Guardian, der BBC und der US-Sendung 60 Minutes. Die Dokumente wurden durch mehr als 140 Journalisten in monatelangen Recherchen ausgewertet. Die Steuerbehörden anderer Länder erhielten entsprechende Unterlagen aus Frankreich übermittelt, Deutschland im Jahr 2010. Allerdings wurde beklagt, dass die deutsche Liste unvollständig sei.

## Inhalt der Daten

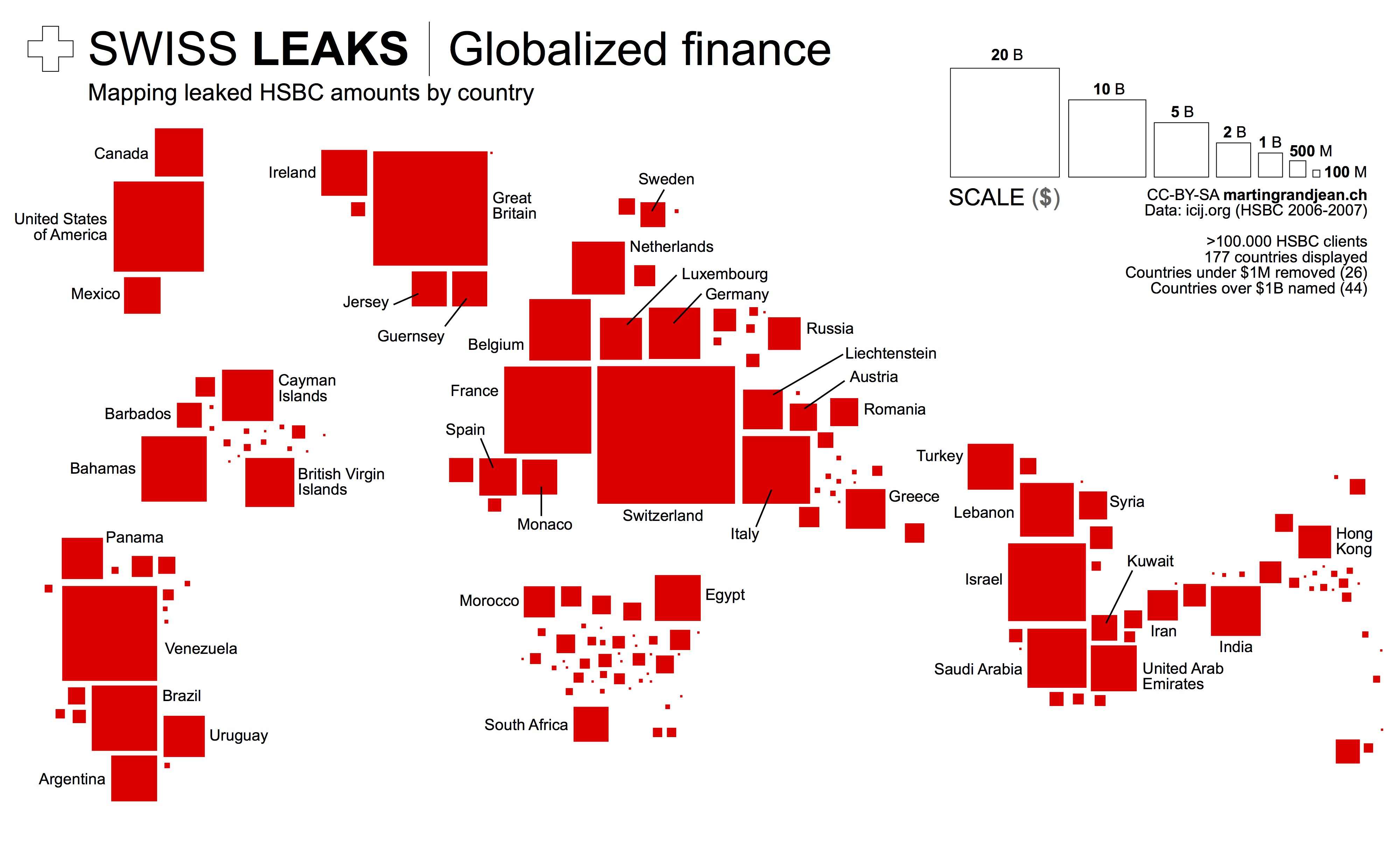
Swiss Leaks: HSBC Bankkonten Karte

Insgesamt sollen die Daten 100 Milliarden US-Dollar von 106.000 Kunden aus 203 Ländern betreffen.
Nur eine geringe Zahl der Konten war den Steuerbehörden der betroffenen Länder bekannt. Insgesamt sollen Ermittler weltweit durch die Auswertung der Daten bis zum Zeitpunkt der Veröffentlichung der Recherche mehr als eine Milliarde Euro Steuern und Strafen eingetrieben haben. In den Dokumenten fanden sich auch Einlagen von Verwandten und Regierungsmitgliedern verschiedener autokratischer Regime, so z. B. Syriens Präsident Baschar al-Assad, Ägyptens Expräsident Husni Mubarak und Chinas ehemaligem Premierminister Li Peng. Auch Verbindungen zu Kriminellen, wie mutmaßlichen Blutdiamantenhändlern, Waffenschiebern und Terrorsponsoren tauchten auf.
Mit Bezug zu Deutschland soll es 2106 Konten geben und fast 1000 Bürgern ein Strafverfahren wegen Steuerhinterziehung drohen. Mehr als 200 von ihnen nutzten Tarnfirmen. Für Deutschland geht es insgesamt um ein verstecktes Vermögen von 3,3 Milliarden, durchschnittlich über 1,5 Millionen Euro.

## Politische und wirtschaftliche Folgen
Am 14. Februar 2015 trat der britische Bankier und ehemalige Chef der Großbank HSBC Stephen Green infolge der Swiss-Leaks-Steueraffäre von seinem Posten im Beirat des britischen Bankenverbands zurück. Die Affäre wirkte sich zudem auf den beginnenden Wahlkampf der Britischen Unterhauswahlen 2015 im Vereinigten Königreich aus, wo die zu David Camerons Regierung gehörende Steuerbehörde in einem Parlamentsausschuss Stellung bezog, warum sie bisher kaum strafrechtliche Anklagen erhoben hat.